# Toată lumea din familia noastră
Toată lumea din familia noastră é um filme de comédia dramática produzido na Romênia, dirigido por Radu Jude e lançado em 2012.